# 大法寺 (江戸川区)
大法寺（だいほうじ）は、東京都江戸川区平井にある日蓮宗の寺院。山号は宝聚山。旧本山は本所法恩寺、小西法縁。日蓮が刻んだとされる広布石は、疱瘡の守護として江戸時代に庶民の信仰を集めた。常磐津の岩沢古式部、俳人の四世咫尺斎寥和の墓所がある。

## 歴史
大権院日巧（法恩寺八世で千葉常明の子）が、法恩寺境内に創建した寺が起源。創建の時期は大永2年（1522年）とも大永6年（1526年）とも言われている。1689年（元禄2年）頃、本所（現墨田区横川）に移った。1929年（昭和4年）、現在の場所に移った。
境内にある広布石は千葉石とも呼ばれ、江戸名所図会にも登場する。

## 交通アクセス
- 平井駅より徒歩13分。

## 関連資料
- 『東京名所図会』